# 조선왕조실록 태백산사고본
조선왕조실록 태백산사고본(朝鮮王朝實錄 太白山史庫本)은 부산광역시 연제구 국가기록원 역사기록관에 있는 조선왕조실록이다. 
1973년 12월 31일 대한민국의 국보 제151-2호 조선왕조실록 태백산본(朝鮮王朝實錄 太白山本)으로 지정되었다가, 2010년 8월 25일 현재의 명칭으로 변경되었다.

## 개요
『조선왕조실록』은 조선 태조에서부터 조선 철종 때까지 25대 472년간(1392∼1863)의 역사를 편년체(編年體:역사적 사실을 일어난 순서대로 기술하는 역사서술의 한 방식)로 기록한 책이다. 총 1,893권 888책으로 되어있는 방대한 역사서이다. 
이것은 조선시대 사회, 경제, 문화, 정치 등 다방면에 걸쳐 기록되어 있으며, 역사적 진실성과 신빙성이 매우 높다. 또한 사료의 편찬에 있어서 사관이라는 관직의 독립성과 기술에 대한 비밀성도 보장되었다. 실록을 편찬하는 작업은 다음 왕이 즉위한 후 실록청을 열고 관계된 관리를 배치하여 펴냈으며, 사초는 임금이라 해도 함부로 열어볼 수 없도록 비밀을 보장하였다. 사료가 완성된 후에는 특별히 설치한 사고(史庫:실록을 보관하던 창고)에 각 1부씩 보관하였는데 임진왜란과 병자호란을 거치면서 소실되었지만 20세기 초까지 태백산, 정족산, 적상산, 오대산의 사고에 남아서 전해내려 왔다.
이 태백산본은 848책으로, 태조부터 명종까지 실록은 선조 36년(1603) 7월부터 39년(1606) 3월 사이에 전주사고본을 토대로 만든 4부 중 하나이다. 그 이후 고종 2년(1865)에 만든『철종실록』에 이르기까지 실록이 편찬되는 대로 첨가되어 온 것으로, 선조 39년(1606)부터 1910년 일제시대까지 계속 태백산 사고에 보관되어 왔다.
그러나 1930년 일제가 경성제국대학으로 이관하였다가, 광복 후 서울대학교 규장각에 그대로 소장되었다가 이관되어 현재 국가기록원에서 소장하고 있다.

## 같이 보기
- 봉화 태백산사고지 - 사적 제348호
- 조선왕조실록

## 참고 자료
- 조선왕조실록 태백산사고본 - 국가유산청 국가유산포털